# Veress Endre (történész)
Veress Endre (írói álnevei: Békési, Békési András; Békés, 1868. február 15. – Pécs. 1953. november 24.) magyar történetíró.

## Életútja
Édesapja, Veress Sándor emigráns 1848-as honvédtiszt és mérnök által választott új hazájában, Bukarestben nevelkedett. Házuk az 1848-as szabadságharc leverését követő évtizedekben a román főváros magyarságának találkozóhelye volt, ahol a román vendégek is mindennaposak voltak. Német óvodába és elemi iskolába járt, középfokú tanulmányait pedig román líceumban kezdte. Apja halála után a család Kolozsvárra költözött, Veress Endre itt érettségizett és itt végezte felsőfokú tanulmányait. Az egyetemen történelem–földrajz szakos tanári oklevelet szerzett, párhuzamosan a Kereskedelmi Akadémia előadásait is hallgatta. Képesítését Bécsben diplomatikai szaktanulmányokkal egészítette ki (1894–97).
Pályáját a dévai főreáliskola tanáraként kezdte (1898–1905), ahol bekapcsolódott a Hunyad vármegyei Régészeti és Történelmi Társulat tevékenységébe. 1905-ben Kolozsvárra, az EME levéltárába került, és korszerű szempontok szerint rendezte az intézmény anyagát. 1915-től Budapesten a Vallás- és Közoktatásügyi Minisztérium nemzetiségi osztályán a román ügyek szakértője, majd a Külügyminisztérium munkatársa. 1921-ben nyugdíjazták. Anyagi gondok miatt törvényszéki tolmácsként kellett dolgoznia, majd pedig fordítói irodát nyitott. 1944-ben budai lakásukat bombatalálat érte, ezért 1946-ban a család Pécsre költözött.
Szülővárosában emléktábla, utcanév, múzeumi emlékszoba, Gyulán emlékmű, Pécsett emléktábla és utcanév idézi példaértékű életművét.

## Történetírói munkássága
A szülői házban a történelmi hagyományok tiszteletét szívta magába. Az idegen nyelvi környezet, amelyben gyermek- és ifjúkorát töltötte, a más kultúrák iránti nyitottság irányában hatott rá. E két tényező szabta meg emberi és tudósi pályáját. Egyetemi évei alatt Szabó Károlytól elsajátította a könyvtártudomány elveit és gyakorlatát, Szádeczky-Kardoss Lajos példája a kútfők feltárásának a fontosságára figyelmeztette, bécsi tanulmányai pedig az oklevéltan szakemberévé avatták.
1891-ben kezdte meg a történészi munkásságát megalapozó, külföldi levéltárakban végzett feltáró munkáját. Saját költségén vagy állami, közületi ösztöndíjakkal osztrák, cseh, német, olasz, lengyel, orosz, román levéltárakban búvárkodott, s az így gyűjtött eredeti anyagot Hollandiából, Angliából, Francia-, Spanyol-, Svédországból szerzett hiteles másolatokkal egészítette ki. Megszámlálhatatlan oklevél, jelentések, útleírások, anyakönyvek, krónikák sok ezernyi részletének másolata került a birtokába. A hatalmas gyűjtés nyomán a szakirodalmat az Erdélyi Fejedelemség korai történetének, a Báthoryak korának szentelt tanulmányok sorozatával gazdagította, emellett államférfiúi pályák olvasmányos rajzát nyújtó monográfiákat jelentetett meg a nagyközönség számára. Dolgozatai hitelességét többnyire kiadatlan kútfőkből összeállított mellékletek erősítették.
Életművének maradandó értékei, máig hasznos darabjai a forráskiadványok. E műfajban első jelentős munkája az erdélyi jezsuita misszió kiemelkedő személyiségének, Alfonso Carillónak a levelezését és iratait felölelő kötet (1906), amelynek folytatása azonban, forráskiadó munkásságának egyik utolsó darabjaként, csak évtizedek múltán láthatott napvilágot (1943). Szintén két kötetben adta ki a tizenöt éves háború rossz emlékű császári zsoldosvezérének, Giorgio Bastának a levelezését és iratait (1909, 1913), amelyet az 1603. évi főjelentését és erdélyi kancelláriájának 1604-ből való formulakönyvét tartalmazó pótlással egészített ki. A VIII. Kelemen pápa erdélyi követeinek jelentéseit összegyűjtő kötete (1909) a fejedelemség belső viszonyait és külkapcsolatait érintő, más kútfőkből hiányzó adatokban gazdag.
E forráskiadványok sikere nyomán – Hirschler József prelátus és más főpapok támogatásával – hatalmas vállalkozásba fogott: egy 50 kötetes sorozat kiadását tervezte Fontes rerum Transylvanicarum (Erdélyi Történelmi Források) címmel. Az első kötet előszavában kifejtett elképzelése szerint a közlendő anyag „Erdély- és Magyarország külföldi vonatkozásait, vagyis a múlt idők e két országának a velük szomszédos államokkal fennállott összeköttetését és diplomáciai levelezését öleli fel… Vállalatunk tehát Magyarország s a vele határos országok népeinek múltját világítja meg.” Az első két kötet (1911, 1913) kétszáz eredeti szövege és nagyszámú regesztája közli Báthory Istvánnak a jezsuiták erdélyi betelepítésével kapcsolatos levelezését, valamint Leleszi János, Szántó István és más jezsuita atyák leveleit. A harmadik kötet (1913) Antonio Possevino Erdély-leírásának teljes olasz nyelvű szövegét tartalmazza. A negyedik (1914), egy tervezett alsorozat egyetlen elkészült darabja, Erdélynek és Magyarországnak Moldvával és Havasalfölddel fenntartott kapcsolataiba nyújt betekintést, és magában foglalja a román vajdák erdélyi birtoklásának csaknem teljes oklevéltárát. Az ötödik kötet a Jézus Társasága Báthory-kori évkönyveinek jelentéseiből származó erdélyi vonatkozásokat közli. E kötet nyomása ugyan már 1918-ban elkezdődött, ám megjelenésére csak 1921-ben került sor.
A sorozat kiadásában bekövetkezett szünet magyarázata részben abban rejlik, hogy a szerkesztő munkája rendjén szétválasztotta erdélyi és magyarországi gyűjtését, az utóbbi anyagának kiadását ugyanis a továbbiakban egy önálló Fontes rerum Hungaricarum (Magyar Történelmi Források) sorozatban képzelte el. Az elkészült három kötet első darabja (1915) a páduai egyetem magyarországi diákjainak (1264–1864) kis életrajzi vázlatokká összeálló adatait közli; a második kötet (1917) a római Collegium Germanicum et Hungaricum 1559 és 1917 közti anyakönyvi adatait sorakoztatja fel; a harmadik kötet (1918) Báthory István krakkói udvari számadáskönyveinek magyarországi és erdélyi adalékait tartalmazza, ezek hű képet adnak az udvartartásról, valamint az oroszországi hadjáratokban részt vett magyar hadak összetételéről, felszereléséről, szervezetéről.
Az első világháború végén félbeszakadt a beindult sorozatok kiadása. Ám a román tudományos élet irányadó személyiségeivel ápolt kapcsolatai lehetővé tették a magyar–román viszony körében végzett gyűjtések kiadását. Az Erdély, Havasalföld és Moldva történetével kapcsolatos iratokat tartalmazó sorozat (1929–36) a Román Akadémia, a Királyi Alapítvány támogatásával jelent meg, az anyag tudományos ellenőrzését pedig C. C. Giurescu végezte. 11 kötet után azonban ez a sorozat is megszakadt. E munkálatokkal párhuzamosan adta ki háromkötetes magyar–román könyvészetét (1931–35), amelynek bevallott célja „időrendi sorrendben bemutatni minden magyarországi nyomtatványt vagy magyar szerzők külföldön bármilyen nyelven megjelent oly munkáját, amelyben bármi kis román vonatkozás van, s viszont minden román író románul – vagy bármely más nyelven – bárhol megjelent munkáját, amelynek valami magyar vonatkozása is van”. A kiadás megjelenésekor uralkodó kölcsönös gyanakvástól terhes politikai légkörben elfogult bírálatokat kapott mind magyar (Asztalos Miklós), mind román részről (Nicolae Iorga), így az utolsó fél évszázad könyvészetét és az időszaki sajtó anyagát tartalmazó negyedik kötet már nem került nyomdába. Szintén kéziratban, de kiadásra kész állapotban maradt A Budai Királyi Egyetemi Nyomda román kiadványai című bibliográfiája. Utóbbi műveivel kapcsolatban Demény Lajos írja: „A 20. század közepéig nem volt a magyar és a román történetírásnak még egy olyan művelője, aki akkora hozzáértéssel és kitartással kutatta volna a két nép közös múltját, mint Veress Endre.” Ugyanakkor tagja volt a lengyel–magyar kapcsolatok ápolását célul tűző Magyar Mickiewicz Társaságnak is és könyve jelent meg a Magyar–Lengyel Könyvtár sorozatban.
Utolsó, életében napvilágot látott forráskiadványa Báthory István lengyel király és erdélyi fejedelem teljes levelezése (1944). Kiadásra előkészítette Giovanni Argenti jezsuita atya jelentéseit, de ezek csak jóval halála után jelenhettek meg (1983). Óriási hagyatéka, mely az MTA Könyvtárának kézirattárába, a Magyar Országos Levéltárba és az OSZK-ba került, nagyobbrészt még feldolgozásra vár. Sajtó alá rendezett gyűjtéseinek száma 40 kötetnyire tehető. Bírálói is elismerték, hogy a feladat, amelyet maga elé tűzött, messze túlhaladja egy ember munkaerejét, s így szinte lehetetlen, hogy azt hibátlanul, maradéktalanul megoldja. Ám hibái nem homályosíthatják el vitathatatlan érdemeit. A forrásközlés terén elért egyéni teljesítményének a 20. századi magyar történetírásban nem akad párja.

## Jelentősebb önálló kötetei
- Lengyelországi adalékok hazánk s főleg Erdély XVI–XVIII. századi történetéhez (Budapest, 1896)
- Déva és környéke Castaldo idejében : (adalékok Hunyadmegye 1551-53 közti történetéhez) (Budapest, 1898)
- Erdély fejedelmi interregnuma 1551–1556 (Budapest, 1899)
- Izabella királyné 1519–1559 (Budapest, 1901)
- Zalánkeményi Kakas István (Budapest, 1905) Online
- A bolognai Marsigli-iratok magyar vonatkozásai (Budapest, 1906)
- Carillo Alfonz jezsuita atya levelezése és iratai 1591–1618. I–II. (Budapest, 1906, 1943);
- Basta György hadvezér levelezése és iratai 1597–1607. I–II. (Budapest, 1909, 1913)
- Erdélyországi pápai követek jelentései VIII. Kelemen pápa idejéből 1592–1600 (Budapest, 1909)
- Berzeviczy Márton (1538-1596). Bp, 1911.
- Fontes rerum Transylvanicarum (Erdélyi Történelmi Források). I–V. (Budapest–Veszprém, 1911–21)
- Fontes rerum Hungaricarum (Magyar Történelmi Emlékek). I–III. (Budapest, 1915–18)
- Documente privitoare la istoria Ardealului, Moldovei şi Ţării Româneşti. I–XI. (Bukarest, 1929–36)
- Bibliografia româno–ungară. Românii în literatura ungară şi Ungurii în literatura română 1473–1878. I–III. (Bukarest, 1931–35)
- A történetíró Báthory István király. Kolozsvár, 1933 (Erdélyi Tudományos Füzetek 61.)
- Gróf Kemény József Kolozsvár, 1933 (Erdélyi Tudományos Füzetek 63.)
- A moldvai csángók származása és neve. Kolozsvár, 1934 (Erdélyi Tudományos Füzetek 67.)
- Báthory István király (Terror hostium) (Budapest, 1937)
- Olasz egyetemeken járt magyarországi tanulók anyakönyve és iratai 1221-1864 (Budapest, 1941)
- Báthory István erdélyi fejedelem és lengyel király levelezése. I–II. (Kolozsvár, 1944)
- Báthory István király levélváltása az Erdélyi Kormánnyal (1581-1585) (Budapest, 1948)
- Giovanni Argenti jelentései a magyar ügyekről 1603–1623 (Szeged, 1983)